# Синьора, Ханна
Ханна Синьора (род. 6 ноября 1937, Иерусалим) — палестинский христианин (римо-католик), живущий в Восточном Иерусалиме. Он является издателем «Джерузалем Таймс» и соглавой Израильско-Палестинского центра исследований и информации. Он также является членом Палестинского национального совета и председателем Палестино-американской торговой палаты.
Ханна Синьора, один из первых сторонников диалога и переговоров с Израилем, имеет долгую историю участия в деятельности в поддержку мира. За свою пожизненную приверженность делу достижения палестино-израильского мира он был награждён Мальтийским орденом.

## Образование и работа
Синьора родился в Иерусалиме в 1937 году и получил степень бакалавра фармацевтических наук в университете Бенареса, Индия, в 1969 году, после чего вернулся на Западный берег реки Иордан. В феврале 1974 года ему было поручено руководить арабоязычной газетой «Аль-Фаджр» после того, как её главный редактор Юсуф Наср был похищен. Он основал англоязычную версию «Аль-Фаджр» в 1980 году и был её редактором, а позже в 1983 году получил должность главного редактора арабоязычной версии.